# Рідка Дубрава
Рі́дка Дубра́ва (рос. Редкая Дубрава) — село у складі Німецького національного району Алтайського краю, Росія. Адміністративний центр та єдиний населений пункт Рідкодубравської сільської ради.

## Населення
Населення — 1413 осіб (2010; 1548 у 2002).
Національний склад (станом на 2002 рік):
- росіяни — 65 %
- німці — 29 %